# Cape God
Cape God è il secondo album in studio della cantante canadese Allie X, pubblicato nel 2020.

## Tracce
1. Fresh Laundry – 3:56
2. Devil I Know – 2:52
3. Regulars – 3:41
4. Sarah Come Home – 3:33
5. Rings a Bell – 4:16
6. June Gloom – 3:09
7. Love Me Wrong (with Troye Sivan) – 3:12
8. Super Duper Party People – 3:49
9. Susie Save Your Love (with Mitski) – 3:58
10. Life of the Party – 3:31
11. Madame X – 3:30
12. Learning in Public – 3:48